# Fichtel & Sachs
ZF Sachs AG, coneguda també com a Fichtel & Sachs, és una empresa alemanya fundada a Schweinfurt (Baviera) el 1895 que fou, durant anys, un dels principals proveïdors europeus del sector de l'automoció. A la seva darrera època com a ens independent, la raó social de l'empresa era Fichtel & Sachs AG.
El 1997, Mannesmann va adquirir l'empresa i li va canviar el nom a Mannesmann Sachs AG. El 2001, Sachs va passar a ser una filial de ZF Friedrichshafen amb el nom de ZF Sachs AG. El 2011, ZF Sachs i altres filials del grup es varen fusionar legalment amb ZF Friedrichshafen AG. Les unitats de negoci independents integrades a les divisions de ZF Sachs esdevingueren aleshores una marca d'aquest conglomerat, mentre que la seu central per al desenvolupament, producció i venda de productes de la marca Sachs va romandre a Schweinfurt (la planta de producció d'aquesta ciutat era, a data de 2017, la ubicació més gran del proveïdor d'automoció ZF Friedrichshafen).
Actualment, Fichtel & Sachs és un fabricant alemany de peces per a automoció que produeix components propulsors i suspensions. Antigament, l'empresa també havia produït rodaments de boles, motors de motocicleta, peces de bicicleta i, per mitjà de la seva filial Sachs Motorcycles, motocicletes, ciclomotors, bicicletes motoritzades i quads.

## Història

### L'època d'Ernst Sachs

#### Els orígens

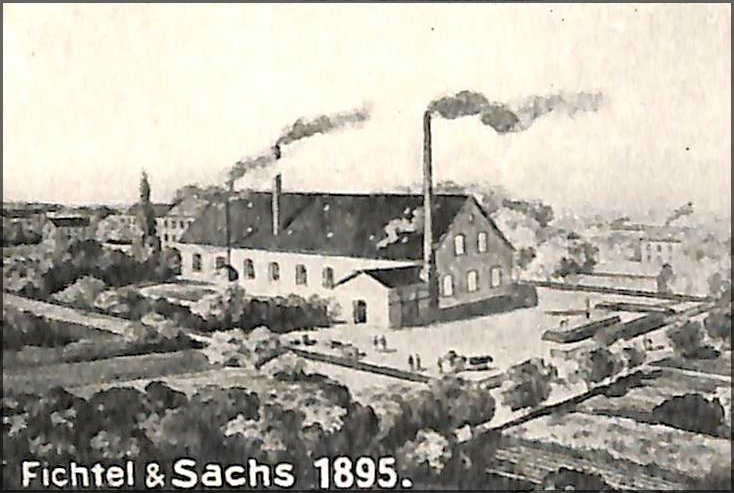
La fàbrica de Schweinfurt el 1895

El 1894, el mecànic de precisió Ernst Sachs (nascut a Constança el 1867 i casat amb la filla d'un industrial de Schweinfurt) va fer els seus primers intents de disseny de boixes de bicicleta, i el 23 de novembre va registrar la seva primera patent sobre rodaments de boles per a bicicleta amb banda de rodament lliscant. L'1 d'agost de 1895, Ernst Sachs (com a director tècnic) i Karl Fichtel (com a director comercial) van fundar les fàbriques de rodaments de precisió de Schweinfurt, Schweinfurter Präzisions-Kugellagerwerke Fichtel & Sachs, amb un capital fundacional de 15.000 marcs alemanys. Van començar fabricant rodaments de boles i boixes de bicicleta. El 1896, les fàbriques de rodaments de boles de precisió de Schweinfurt ja donaven feina a 70 treballadors, els quals produïen entre 50 i 70 boixes diàries.

#### Invents de fama mundial
- 1889: Pinyó lliure d'Ernst Sachs.[4]

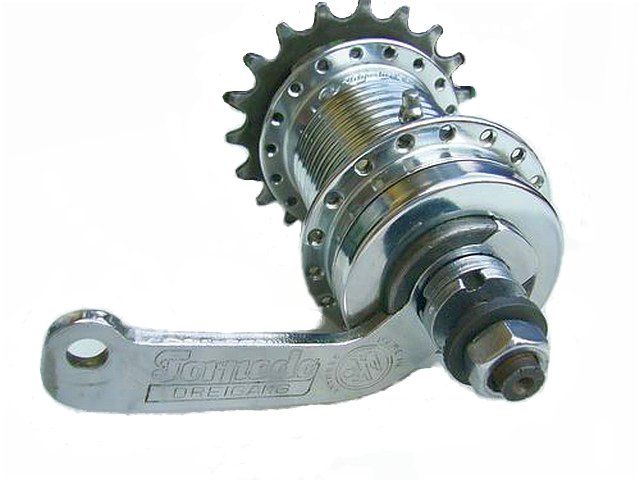
Boixa de canvi Torpedo 515 de 3 marxes amb fre de contrapedal

- 1903: Fre de contrapedal d'Ernst Sachs.[4]
- 1903: Boixa de pinyó lliure Torpedo: component de bicicleta amb pinyó lliure integrat i fre de contrapedal, d'Ernst Sachs.

Tot i que el canvi de marxes de bicicleta no va ser inventat per Fichtel & Sachs, sí que la firma el va anar desenvolupant durant dècades. Aquesta evolució va crear la bicicleta convencional i moderna, amb els seus components bàsics originals de Fichtel & Sachs.

##### Naixement de la globalització
Després de la invenció de la boixa Torpedo el 1903, Ernst Sachs va ser el primer a tenir la idea de no patentar pas tot el producte, sinó de patentar-ne a tot el món un sol component, sense el qual ningú no podria construir una bicicleta moderna. Això va provocar la pirateria de productes a la Xina, amb falsificacions tan similars del Torpedo que podien enganyar fàcilment.
Després de la invenció de la boixa Torpedo van seguir vuit anys de feina de construcció (l'invent era tan madur que amb prou feines va canviar durant moltes dècades) i la companyia va créixer ràpidament. El 1905 ja donava feina a 1.800 treballadors, amb una producció de 382.000 boixes Torpedo.

#### Creixement ràpid

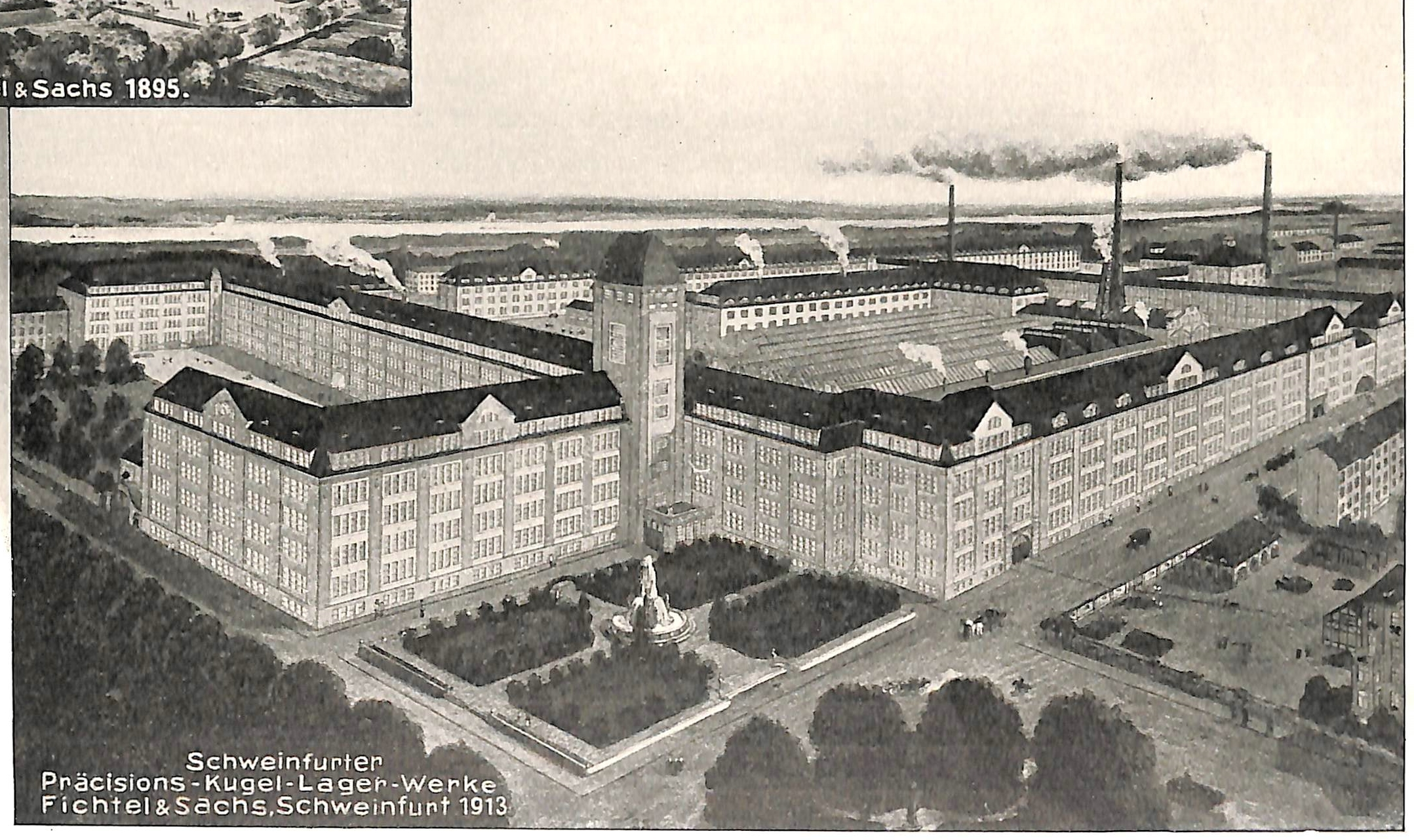
La fàbrica de Schweinfurt el 1913

El sogre de Sachs, Wilhelm Höpflinger, va obtenir una patent per la primera gàbia de boles utilitzable, un model que encara es fa servir avui dia en la indústria dels rodaments -a la qual es dedicava Höpflinger. Fichtel & Sachs era una de les empreses líders mundials de rodaments de boles, sector en què Sachs va registrar més de 100 patents i boixes de bicicleta abans de la Primera Guerra Mundial.
El 1911, Karl Fichtel es va morir i el 1912, per contrarestar els alts drets de duana, Sachs va adquirir una fàbrica a Cernýš (actual districte de Benešov), vora el riu Ohre, a Bohèmia. Una mica més tard, es va construir una fàbrica filial als Estats Units.
Durant els quatre anys de la Gran Guerra, el nombre d'empleats de Fichtel & Sachs va augmentar de 3.000 a prop de 8.000. Un nou impuls del desenvolupament va fer que diverses fàbriques de l'empresa es reconvertissin a fàbriques d'armament. A més de boixes i rodaments de boles de tot tipus, a Schweinfurt s'hi va fabricar material de blindatge. L'actual planta principal (planta nord, entre Hauptbahnhof i Ernst-Sachs-Straße) es basa en una fàbrica d'armes i projectils que Fichtel & Sachs va construir aquí inicialment, a l'actual zona de la planta oriental.
El 1919 va ser elegit a Fichtel & Sachs el primer comitè d'empresa, un any abans que la Llei de comitès d'empresa (Betriebsrätegesetz) s'implementés a tot el país.
El 1923, en plena inflació, es va produir la transformació de la societat en empresa pública. El mateix any es va fundar a Múnic un holding de la companyia, Sachs GmbH. Al tombant de l'any 1927, el nombre d'empleats augmentà fins a un màxim provisional de 9.026. La producció de boixes va representar el 67% de la producció total, la resta varen ser rodaments de boles. Sachs va fundar un sistema de pensions corporatiu, l'Ernst-Sachs-Hilfe.

#### Període d'entreguerres

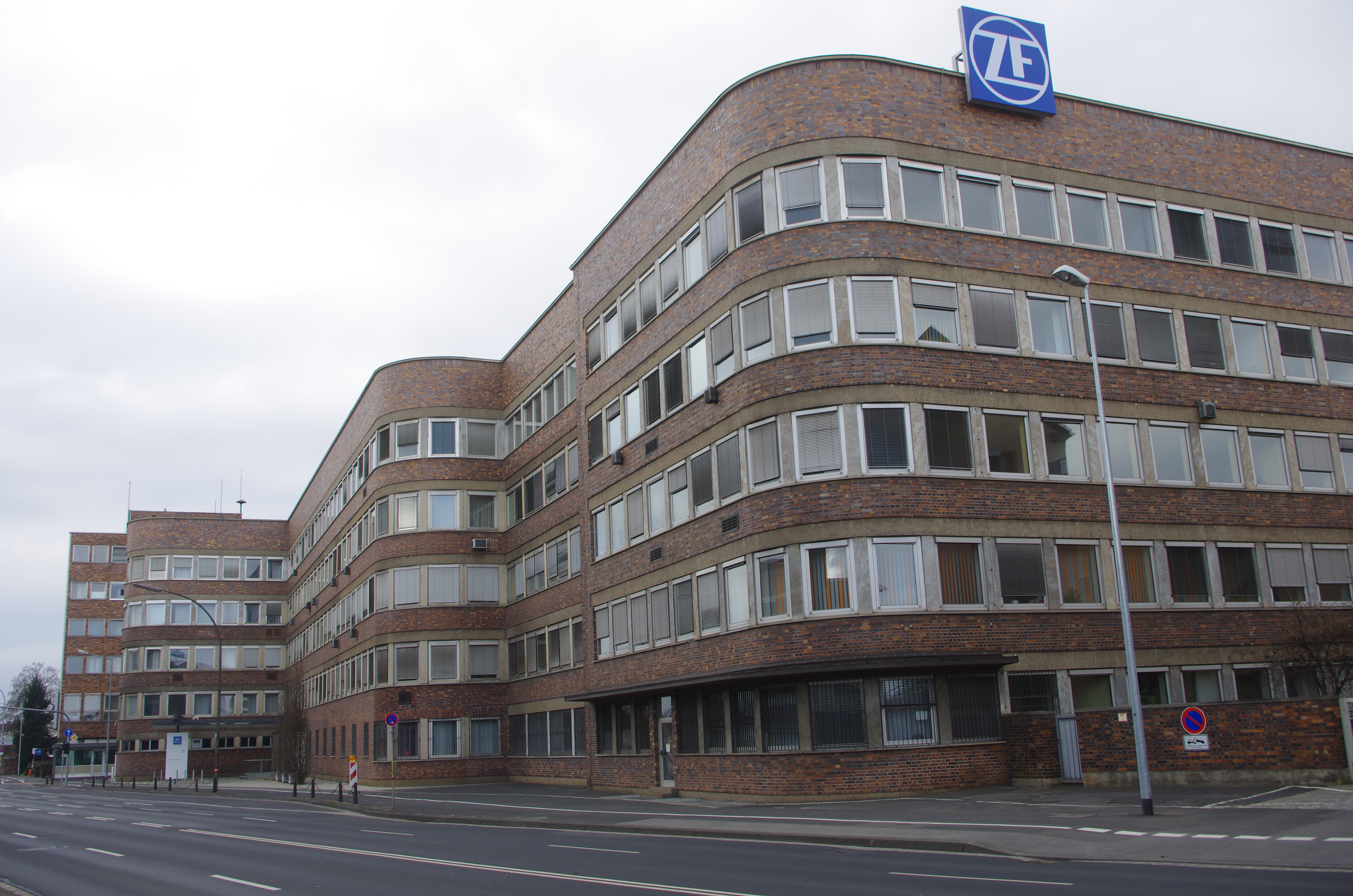
Edifici administratiu de l'antiga Fichtel & Sachs, actual seu de ZF Friedrichshafen a Schweinfurt, construït el 1932

El 1929, la vigília de la Gran Depressió de 1929-30, Ernst Sachs va vendre la divisió de rodaments de boles, amb 3.000 treballadors (que constituïen aproximadament la meitat de l'empresa), al conglomerat suec SKF. Allà es va fusionar amb la Schweinfurt Fries & Höpflinger AG, la Maschinenfabrik Rheinland de Krefeld, la Riebe-Werke i la producció de rodaments de boles de les fàbriques d'armes i municions alemanyes DWM, ambdues a Berlín, donant lloc a la United Ball Bearings AG (VKF, des de 1953, SKF GmbH). Amb els ingressos obtinguts, Sachs va liquidar el deute amb els hereus de Fichtel i va invertir en desenvolupaments sostenibles, com ara embragatges, petits motors i amortidors.
El 1930, Fichtel & Sachs va adquirir Rotax, un fabricant de boixes i pinyons lliures de bicicleta que havia estat fundat a Dresden el 1920, i en transferí la producció a Schweinfurt.

### L'època de Willy Sachs

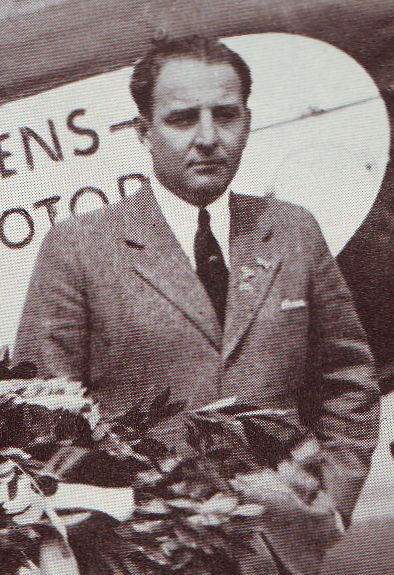
Willy Sachs el 1933

#### Nacionalsocialisme
El 1932 es va morir Ernst Sachs i el seu únic fill, Willy, es va fer càrrec de la companyia. El 1937, l'empresa va presentar al saló d'automoció Saxonette un motor de 60 cc que es podia instal·lar a la boixa posterior de les bicicletes.
Al començament de la Segona Guerra Mundial, el nombre d'empleats tornava a ser de 7.000. Durant la guerra no hi va haver cap canvi significatiu en la gamma de productes. Gairebé tots els tancs alemanys estaven equipats amb acoblaments Sachs. Entre els més de 7.000 treballadors del 1944, molts ho eren de forçats.
Al final de la guerra, el 67% de les instal·lacions de producció van ser destruïdes.

#### Primera postguerra
El 1956, la companyia va presentar una transmissió semiautomàtica anomenada Saxomat. Des del final de la Segona Guerra Mundial fins a mitjan dècada del 1980, Fichtel & Sachs va produir també motors de gasolina monocilíndrics de dos temps amb una cilindrada de 50 a 400 cc, els anomenats StaMo. A partir del 1953 es va construir un motor dièsel monocilíndric de dos temps amb llicència de Holder, inicialment de 500 i després de 400 i 600 cc, especialment emprat en remolcadors i tractors petits.

### Successor
El president, Willy Sachs, es va morir el 1958. El seu fill Ernst Wilhelm va ser nomenat membre de ple dret del consell executiu. El 1960, Fichtel & Sachs va desenvolupar el primer motor Wankel refrigerat per aire del món per a un ús estacionari. Des d'aleshores fins a mitjan dècada del 1970, l'empresa va produir petits motors rotatius d'un sol disc. Només a la planta de Schweinfurt s'hi van comptabilitzar més de 10.000 empleats. El 1967, Ernst Wilhelm Sachs va deixar el consell executiu de la companyia i, juntament amb el seu germà Gunter, esdevingué vicepresident del consell de supervisió. Al mercat mundial, Fichtel & Sachs va ser capaç de mantenir una posició de lideratge -i de vegades dominant- al mercat amb els seus quatre productes principals (motors petits, boixes de bicicleta, embragatges i amortidors) fins als anys vuitanta. El gran rendiment i fiabilitat dels motors Sachs de 50, 100 i 125 cc feia que nombroses marques europees els muntessin a les seves motos, entre elles Ancillotti, Aspes, Garelli, KTM, SWM, Norman i Monark.
Entre les dècades del 1960 i 1980, Fichtel & Sachs va absorbir diverses altres marques històriques de bicicletes i fabricants de components de bicicletes, entre elles Hercules, Rabeneick, Huret, Maillard i Sedis.
El 1969 es va posar la primera pedra a Schweinfurt per a una segona planta, la planta de Süd, a la nova zona industrial de Hafen-West, que doblava la mida dels locals de la planta de producció en aquells moments. El 1971 es va crear el servei de curses Sachs, que s'encarregava de la inscripció al ral·li i l'assistència durant la cursa. El 1973, l'ample programa de boixes es complementà amb la commutació automàtica Torpedo-Automatic de dues velocitats.
Ernst Wilhelm Sachs es va morir en un accident mentre feia esquí fora de pista a Val d'Isère el 1977. El 1981 es va crear la Fundació Fichtel & Sachs (West Africa) Ltd. a Lagos, Nigèria, juntament amb la Salzgitter AG. El 1986, Fichtel & Sachs va començar a desenvolupar prototips per a plantes de microgeneració i en va iniciar proves de camp de deu anys.

### L'època Mannesmann i Bosch / Siemens
Després que l'intent de venda de la participació majoritària de la societat al grup britànic GKN el 1977 fos prohibit per les autoritats de control financer, amb la mort d'Ernst Wilhelm Sachs la venda de l'empresa quedà exclosa durant un període de 10 anys per una clàusula del seu testament.
El 1987, Gunter Sachs i les filles del seu germà van vendre la companyia a Mannesmann. El 1991, Mannesmann en va completar l'absorció i, al mateix temps, va esdevenir soci majoritari de la Boge AG (la qual tenia antigament la seu central a Eitorf, Rin del Nord-Westfàlia), societat que va ser també absorbida completament dos anys després.
El 1997, la construcció de motors es va interrompre o vendre, segons el cas, i la de boixes i components de bicicleta es va vendre a SRAM. Sachs Bikes es va fer càrrec de part de les activitats del vehicles de dues rodes. A més, aquell any Fichtel & Sachs es va canviar el nom a Mannesmann Sachs. Com a part de l'adquisició de Mannesmann per part de Vodafone, l'any 2000 la companyia es va integrar dins l'anteriorment fundada Mannesmann Atecs (dins un consorci d'empreses al voltant de Bosch i Siemens).

### L'època ZF Friedrichshafen

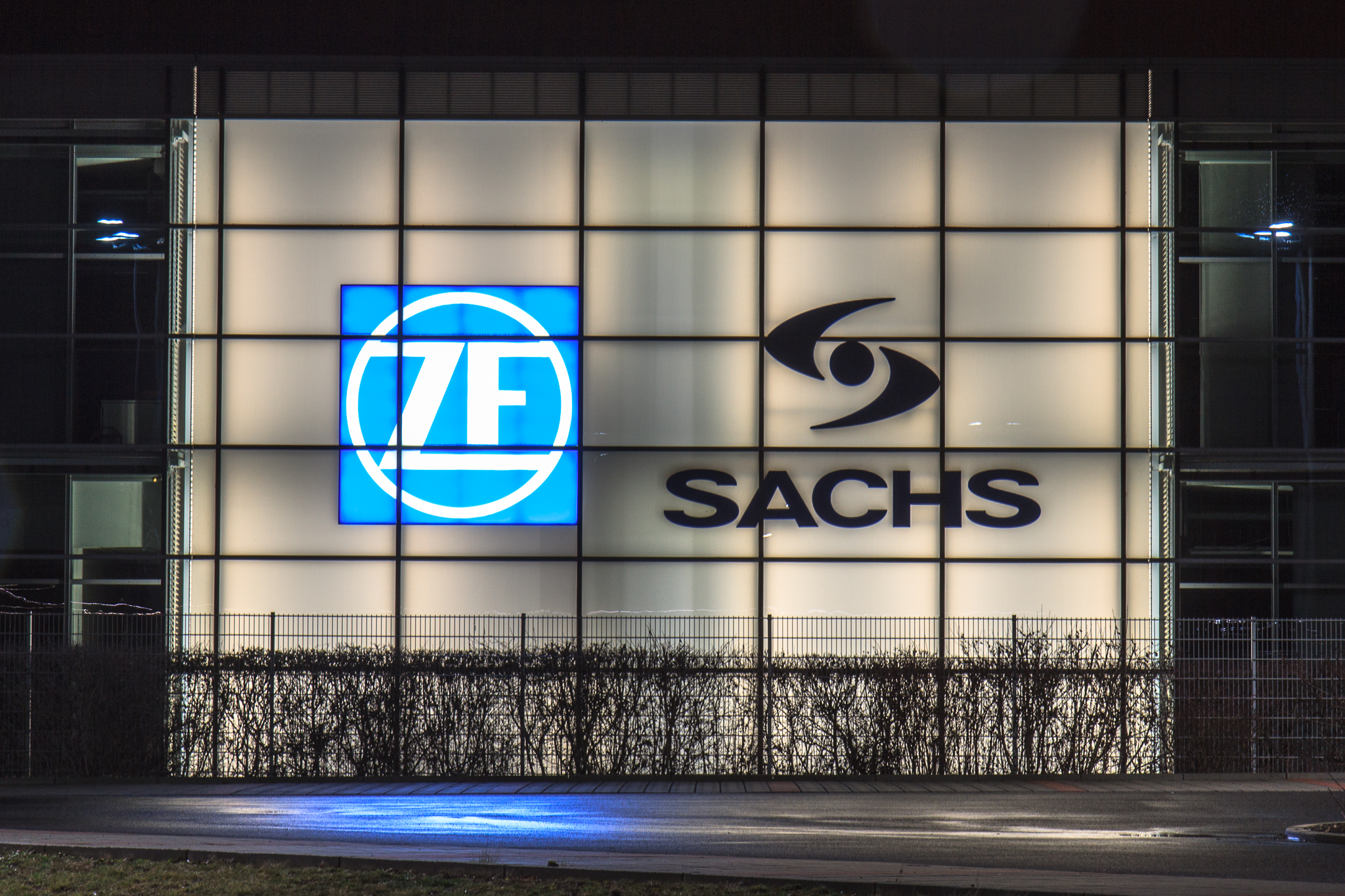
Logotips de ZF i de Sachs a la fàbrica de Schweinfurt (2012)

El 2001, Fichtel & Sachs va ser venuda a ZF Friedrichshafen i, més tard, rebatejada com a ZF Sachs. El fabricant tradicional de cadenes francès Sedis fou revenut a la companyia índia de bicicletes (i holding industrial) Tube Investments. El novembre del 2002, es va obrir un gran centre de desenvolupament al Werk-Süd de Schweinfurt.
L'1 d'agost de 2011, l'empresa es va fusionar amb ZF Friedrichshafen. Com a resultat, ZF Sachs com a empresa independent, l'activitat comercial i la marca Sachs van passar a liderar el grup ZF Friedrichshafen.
La planta sud de Schweinfurt s'ha anat ampliant contínuament des de l'adquisició de ZF fins a l'actualitat, també amb un centre de productes plàstics i un centre de desenvolupament per a la mobilitat electrònica. El 2017, la ubicació de Schweinfurt, amb vora 9.500 treballadors, va assolir el nombre màxim d'empleats des de la postguerra.

## Productes

### Gamma de productes actuals
La gamma de productes actuals procedents de les plantes de ZF Friedrichshafen AG de Schweinfurt inclou components de transmissió com ara sistemes d'embragatge, convertidors de parell, volants bimassa, transmissions elèctriques i mòduls complets per a vehicles híbrids, a més de components de suspensió com ara amortidors i sistemes d'esmorteïment per a automòbils, camions, motocicletes i vehicles ferroviaris.
Un dels seus productes més conegut és el Nivomat (mot creuat dels francesos niveau i automatique, "nivell automàtic"). Es tracta d'una tecnologia de control del nivell de suspensió dels vehicles, prèviament creada per Mannesmann-Sachs (l'actual ZF Sachs), la qual, contràriament a l'ús habitual de molles, puntals i amortidors en les suspensions, consta d'una sola unitat per roda que proporciona amortiment, control de conducció i funció d'autonivellament. El sistema Nivomat incorpora de forma única una bomba interna que actua segons el moviment relatiu entre l'eix i el xassís per a proporcionar la seva funció d'anivellament i amortiment.

### Motors Sachs

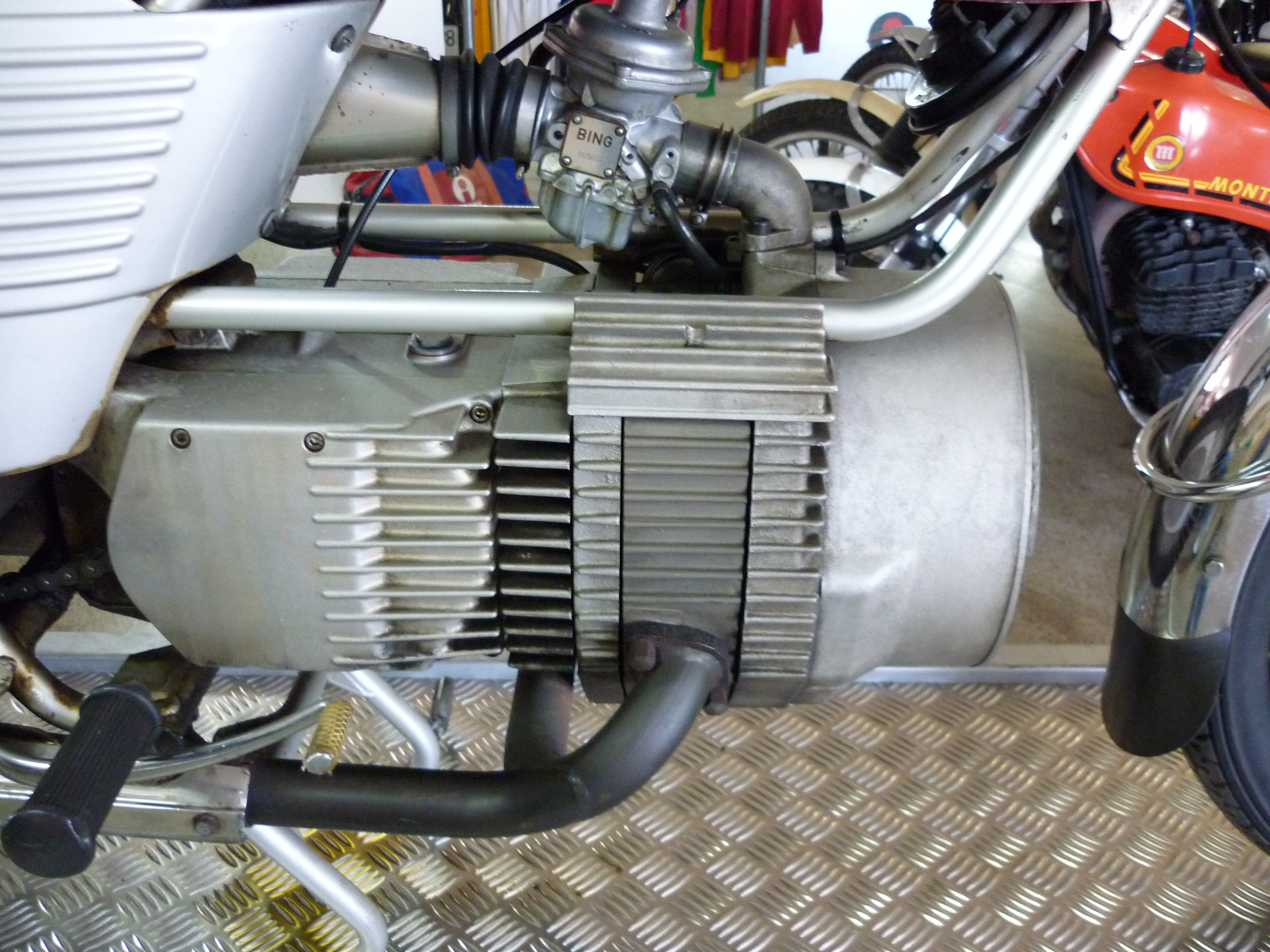
Vista lateral del motor rotatiu de la DKW Wankel 2000 de 1974

Fichtel & Sachs va començar a produir motors per a vehicles el 1930 amb un model de 74 cc, seguit per un de 98 cc el 1932. Durant la dècada del 1930 s'inclogueren a la gamma la bicicleta amb motor auxiliar "Saxonette", motors estacionaris, de vaixells i de motocicletes. Després de la guerra, l'antiga gamma de motors es va complementar amb un gran nombre de nous dissenys amb cilindrada de 50 cc per a ciclomotors i motocicletes petites i lleugeres. Els motors amb cilindrada superior s'utilitzaven en motos de neu i motocicletes més grans.
El sector de motors estacionaris es va ampliar amb motors dièsel de dos temps i motors de tallagespa de cilindrades diverses. Cal destacar el desenvolupament d'una gamma de motors Wankel de diverses mides per a una àmplia varietat d'aplicacions. El 1974, la firma va llançar la primera motocicleta equipada amb un motor Wankel, l'Hercules Wankel 2000, comercialitzada també com a DKW Wankel 2000. El 1997, després de l'absorció de l'empresa per Mannesmann, la producció de motors es va abandonar.

### Components de bicicleta
Fichtel & Sachs va produir els seus propis grups de components de bicicletes fins que, a mitjan anys 90, es vengué la seva divisió de bicicletes a SRAM. Per a la producció de frens, Sachs va col·laborar amb Modolo i per a la de desviadors, amb Weinmann i Simplex.

## La Renak de Reichenbach

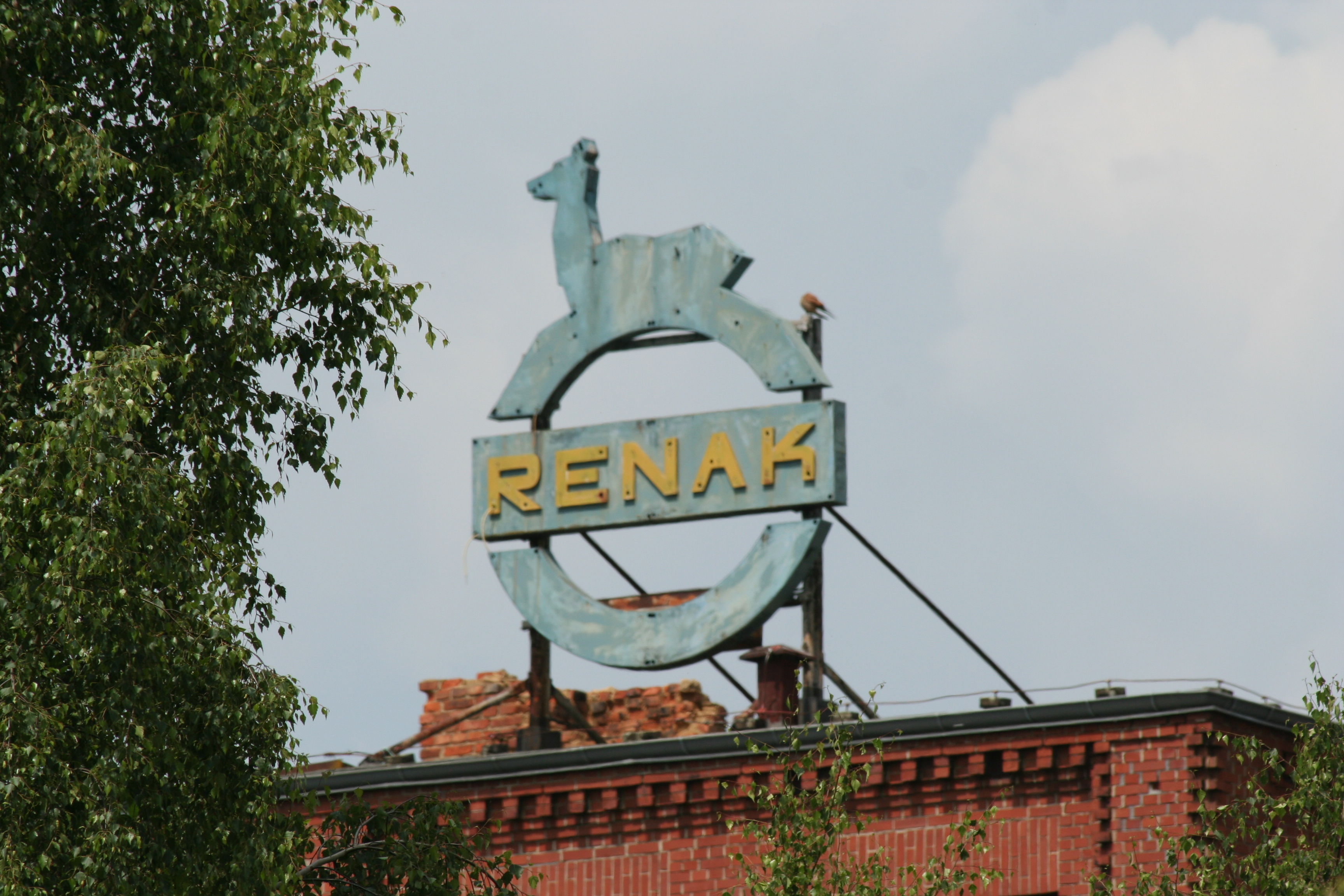
Logotip de Renak a Reichenbach (Vogtland) el 2018

El 1944, la producció de la boixa de pinyó lliure Torpedo es va subcontractar des de Schweinfurt a Reichenbach, a Vogtland (Saxònia). Al final de la guerra, la producció se'n va interrompre. L'agost de 1945, la gestió va ser assumida pel govern estatal de Saxònia i lliurada a l'URSS l'1 de novembre de 1946, amb l'empresa integrada dins d'Awtowelo. L'1 de maig de 1952, l'empresa es va convertir en la VEB fàbrica de peces de vehicles Fichtel & Sachs, Reichenbach, RDA. El 1956, es va protegir la marca Renak per a la fàbrica VEB Renak (boixes i plantes d'acoblament de Reichenbach). A mitjan anys seixanta, la producció de peces de bicicleta va arribar al màxim, amb exportacions a 40 països, però es va restringir i se'n va aturar l'exportació.
L'1 de juliol de 1990 es va produir la transformació de l'empresa a RENAK-Werke GmbH. S'abandonaren productes com ara els coixinets de direcció, suports inferiors, rodes dentades i boixes d'acer sense frens. Fichtel & Sachs AG es va fer càrrec de la producció de la boixa jet. Sota l'administració del Treuhandanstalt, l'empresa va ser privatitzada en diverses seccions.
La secció de components de bicicleta, que només produïa les boixes amb fre de contrapedal Univers (Torpedo) i Speed (Jet) i boixes d'alumini, es va vendre a la Flying Pigeon Bicycle Group Corporation de Tianjin, Xina, l'1 d'abril de 1994, i es va crear la RENAK International GmbH amb aproximadament 30 empleats.
El 7 de març de 1994 es va fundar la Reichenbacher hub and bicycle components GmbH i es va preparar la producció de la dinamo de boixa Enparlite (apagada mecànicament, amb canvi de marxes). A finals de 1994, la producció de boixes Univers i Speed, així com la marca comercial RENAK Flying Pigeon, que havia estat venuda a la Xina, es va recuperar i es va integrar a la Reichenbacher Hubs and Fahrrad-Komponenten GmbH, amb el nom escurçat a RENAK Komponenten GmbH.

## Rellançament
La marca Sachs es va recuperar el 2018 i actualment és un important productor de bicicletes.